# Susan Strasberg
Susan Elizabeth Strasberg (ur. 22 maja 1938 w Nowym Jorku, zm. 21 stycznia 1999 tamże) – amerykańska aktorka.
Nominowana do nagrody BAFTA dla najbardziej obiecującej nowej gwiazdy za rolę Millie Owens w dramacie Joshuy Logana Piknik (1955), zdobyła nominację do nagrody Złotego Globu za rolę Rosanny w dramacie przygodowym Martina Ritta Przygody młodego człowieka (Hemingway’s Adventures of a Young Man, 1962) na podstawie powieści Ernesta Hemingwaya.

## Życiorys
Urodziła się w Nowym Jorku jako córka Pauli Pearl (z domu Miller) i Lee Strasberga, założycieli słynnej szkoły aktorskiej Actors Studio. Jej ojciec urodził się na terenie dzisiejszej Ukrainy, a matka w Nowym Jorku. Oboje pochodzili z rodzin żydowskich, które wyemigrowały z Europy. Miała młodszego brata Johna (ur. 20 maja 1941). Dorastała wśród takich luminarzy nowojorskiej sceny jak Julie Harris, Maureen Stapleton, Marlon Brando i Walter Matthau, którzy byli członkami Actors Studio, gdzie jej ojciec uczył aktorstwa i reżyserii. W przeciwieństwie do swoich rówieśniczej, wcale nie marzyła o karierze aktorskiej. Uczęszczała do dziewięciu różnych szkół, w tym do Nowojorskiej Szkoły Muzyczno–Artystycznej. 
Mając 14 lat otrzymała rolę Finfine w produkcji off-Broadwayowskiej Maya (1953) i pojawiła się na małym ekranie w odcinku serii NBC Catch a Falling Star (1953). Jako 16–latka wystąpiła jako Julia Kapulet w odcinku serialu antologicznego NBC Kraft Television Theatre – Romeo i Julia (1954). W 1955 zadebiutowała na Broadwayu w roli Anne Frank w przedstawieniu Dziennik Anne Frank, za którą w 1956 zdobyła nagrodę Theatre World i była nominowana do Tony Award. Jej debiutem kinowym była rola Sue Brett w dramacie psychologicznym Vincente Minnellego Pajęczyna (The Cobweb, 1955) z Lauren Bacall. Za kreację młodej Żydówki Edith / Nicole Niepas, która prowadzi próbę ucieczki z obozu koncentracyjnego w dramacie wojennym Gillo Pontecorvo Kapo (Kapò, 1960) została uhonorowana nagrodą na Międzynarodowym Festiwalu Filmowym w Mar del Plata.
W 1955 była na okładce magazynów „Life” i „Newsweek”. W 1968 wspólnie z Nathalie Delon znalazła się na okładce singla włoskiego pianisty jazzowego Giorgio Gasliniego Le Sorelle.
Napisała autobiografię Bittersweet (1980) i bestsellerową wspomnieniową książkę Marilyn and Me: Sisters, Rivals, Friends (1992) o swej długoletniej przyjaźni z Marilyn Monroe.
25 września 1965 w Las Vegas zawarła związek małżeński z aktorem Christopherem Jonesem. Mieli córkę Jennifer Robin (ur. 14 marca 1966), która urodziła się z wadą wrodzoną. W marcu 1968 doszło do rozwodu z powodu niezrównoważenia psychicznego męża.
W połowie lat 90. u Strasberg zdiagnozowano raka piersi. Chociaż uważa się, że jest w remisji, zmarła 21 stycznia 1999 na tę chorobę w swoim domu w Nowym Jorku w wieku 60 lat.

## Filmografia

### Filmy
- 1955: Piknik (Picnic) jako Millie Owens
- 1961: Krzyk strachu (Scream of Fear) jako Penny Appleby
- 1967: Podróż (The Trip) jako Sally Groves
- 1977: Rollercoaster jako Fran
- 1981: Bloody Birthday jako Viola Davis
- 1986: Oddział Delta (The Delta Force) jako Debra Levine, pasażerka

### Seriale
- 1963: Doktor Kildare (Dr. Kildare) jako Barbara Miller
- 1964: Prawo Burke’a (Burke’s Law) jako Tawny Hastings
- 1965: Prawo Burke’a (Burke’s Law) jako Melinda Drake
- 1968: Bonanza jako Rosalita
- 1973: Mannix jako Christina Hume
- 1974: Ulice San Francisco jako Helen Graves
- 1985: Opowieści z ciemnej strony (Tales from Darkside) jako artystka Kate Collins
- 1986: Remington Steele jako Pani Cooper
- 1987: Napisała: Morderstwo (Murder, She Wrote) jako Dorothy Hearn Davis
- 1987: Cagney i Lacey (Cagney & Lacey) jako Pani Simon